# Die weißen Rosen von Ravensberg (film 1929)
Die weißen Rosen von Ravensberg è un film muto del 1929 diretto da Rudolf Meinert.

## Produzione
Il film fu prodotto dalla berlinese Omnia-Film GmbH.

## Distribuzione
Distribuito dalla Deutsch-Russische Film-Allianz AG (Derussa), fu presentato a Berlino il 26 aprile 1929 dopo aver ottenuto, il 14 marzo, il visto di censura. In Ungheria, dove fu distribuito il 22 agosto 1929, prese il titolo Fehér rózsák asszonya.